# Ida Aukenová
Ida Margrete Meierová Aukenová (* 22. dubna 1978, Frederiksberg) je dánská politička a za Sociální demokraty poslankyně dánského parlamentu Folketing. Poslankyní je od roku 2007. V letech 2011 až 2014 byla ministryní životního prostředí. Do roku 2014 byla členkou Socialistické lidové strany, poté přešla do Dánské sociálně liberální strany. V roce 2021 přešla k sociálním demokratům.
Mezinárodně je nejznámější pro svůj článek z roku 2016 na Světovém ekonomickém fóru, původně nazvaný „Vítejte v roce 2030. Nic nevlastním, nemám soukromí a život nikdy nebyl lepší“, shrnutý jako „Nic nebudete vlastnit a budete šťastní“, frázi, kterou použili kritici, kteří obviňují WEF z toho, že si přeje omezení vlastnictví soukromého majetku.

## Pozadí
Její matka je Margrete Aukenová a její zesnulý strýc je Svend Auken. Stejně jako její matka je profesí kněz dánské církve. V roce 2006 získala magisterský titul v teologii na Kodaňské univerzitě.
Aukenová je členkou poradního sboru dánské společnosti Vigga.us, která vyrábí ekologické dětské oblečení. Je také členkou poradního sboru firmy Old Brick, což je dánská společnost, která čistí a recykluje použité cihly, a členkou poradního sboru EMG, mezinárodní poradenské společnosti v oblasti CSR a udržitelnosti založené v Nizozemsku, která poskytuje poradenství v oblasti udržitelného rozvoje a cradle to cradle certifikovaných produktů.

## Politická kariéra
Byla původně členkou Socialistické lidové strany, ale v roce 2014 přešla do Sociálně liberální strany.
V roce 2019 si získala mezinárodní pozornost, když nahrála na Twitter a Facebook video, ve kterém zpochybnila výroky Donalda Trumpa o větrné energii.
V roce 2021 přešla ze Sociálně liberální strany k Sociálním demokratům s tím, že se strana příliš vzdálila od středu. V dánských parlamentních volbách v roce 2022 byla znovu zvolena. Získala 9 879 preferenčních hlasů.